# Clémentine Autain

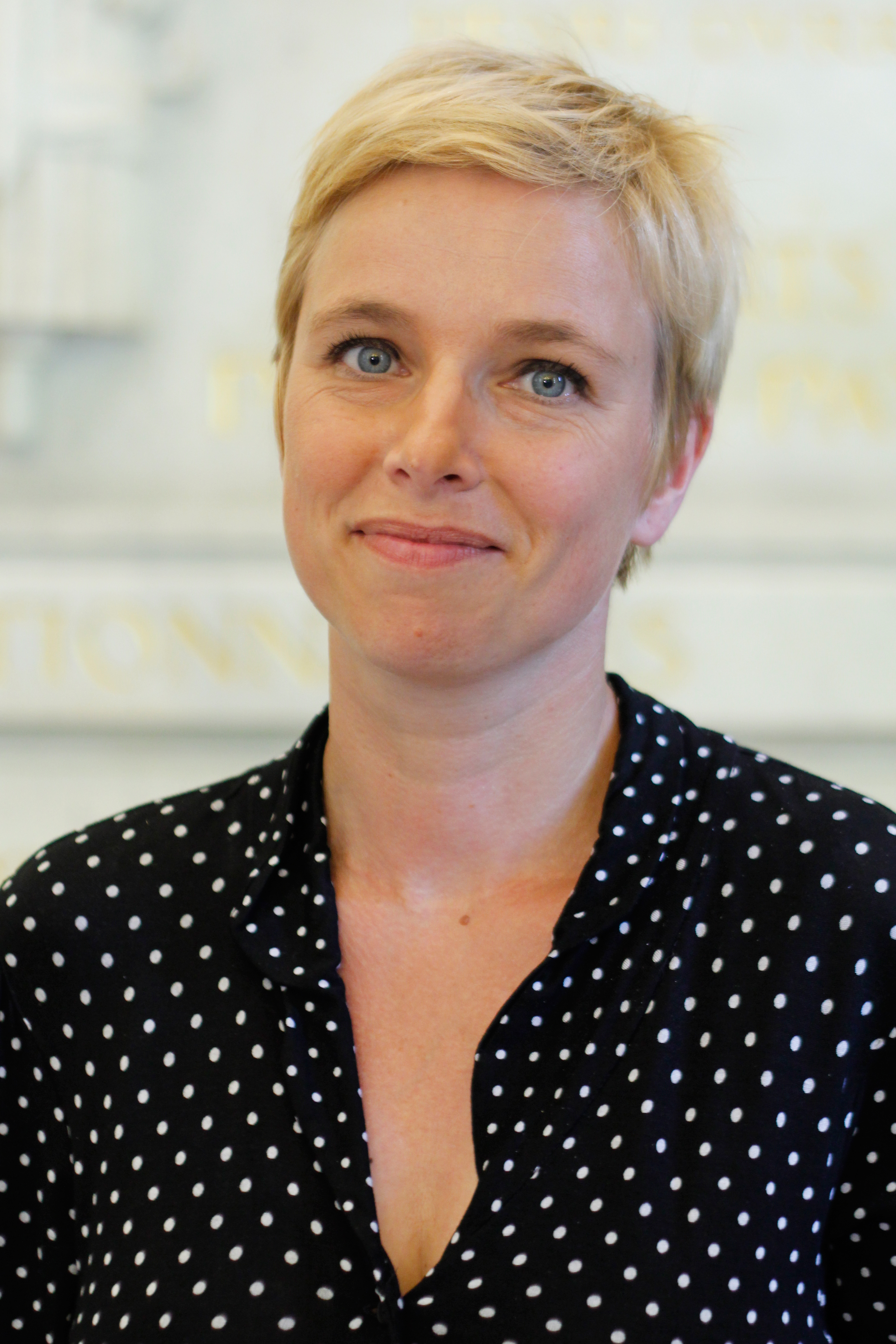
Clémentine Autain, 2017

Clémentine Autain (geboren am 26. Mai 1973 in Saint-Cloud (Hauts-de-Seine)) ist eine französische Journalistin und Politikerin.
Sie war zunächst Mitglied der Kommunistischen Partei Frankreichs (PCF), dann von Ensemble! – einer der Komponenten der Front de Gauche (Linksfront) –, dann der Gauche écosocialiste und zuletzt von La France insoumise (LFI).
Von 2001 bis 2008 war sie als Stadträtin von Paris (PCF) für Angelegenheiten der Jugend zuständig. Von 2014 bis 2020 war sie Stadträtin in Sevran. Im Jahr 2015 wurde sie Regionalrätin der Region Île-de-France. Dieses Mandat hatte sie inne, bis sie im Juni 2017 für die LFI zur Parlamentsabgeordneten des elften Wahlkreises des Départements Seine-Saint-Denis gewählt wurde. Sie wurde 2022 wiedergewählt.
Sie ist außerdem Herausgeberin der Vierteljahreszeitschrift Regards, von 2010 bis 2018 Geschäftsführerin der Scop (Genossenschaft), die die Zeitschrift herausgibt, sowie Co-Sekretärin der Fondation Copernic, die sich kritisch mit dem Wirtschaftsliberalismus befasst.

## Familie, Verwandtschaft
Autain ist die Tochter des Sängers Yvan Dautin (mit bürgerlichem Namen Yvan Autain) und der Schauspielerin Dominique Laffin.
Ihr Großvater mütterlicherseits, André Laffin, war Abgeordneter des Departements Yonne (1960–1962) und an der Seite von Jean-Marie Le Pen ein Mitbegründer der Front National pour l'Algérie francaise.
Autain ist Mutter einer Tochter und eines Sohnes.

## Kindheit und Jugend
Sie verbrachte ihre Kindheit und Jugend in Paris, wo sie am Boulevard des Batignolle wohnte,. Im Alter von vier Jahren spielte sie die Rolle der Pamela an der Seite ihrer Mutter Dominique Laffin im Film Les Petits Câlins von Jean-Marie Poiré, der 1978 veröffentlicht wurde. Mit zehn Jahren wollte sie nach dem Vorbild Vaters Sängerin werden. Im Musical Abbacadabra sang sie auf den Fernsehbühnen zusammen mit Frida, Daniel Balavoine oder Plastic Bertrand Lieder der Gruppe ABBA nach. Es folgten Platten, Konzerte und eine Seifenoper (Le Masque, die Folge La Rançon de la gloire deren Drehbuch ihr Vater für FR3 mitgeschrieben hatte). Gleichzeitig wurde sie durch die Bekanntschaft ihrer Eltern mit Jack Ralite und Alain Krivine auch für Politik interessiert. Ihr Vater war damals ein Sympathisant der extremen Linken. 1985, als sie 12 Jahre alt war, starb ihre Mutter.
Mit 17 Jahren verließ sie ihr Elternhaus und begann nach dem Baccalaureat ein Studium der Geschichte, das sie mit einem Stipendium an der Universität Paris 8 Vincennes-Saint-Denis absolvierte. Sie hat einen Master in Geschichte über das französische Algerien und ein Diplom in Vertiefungsstudien (DEA) auf der Grundlage einer Arbeit mit dem Titel „Mouvement social, féminisme et législation à travers l'exemple du corps des femmes (1967-1982)“ (Soziale Bewegung, Feminismus und Gesetzgebung am Beispiel des Frauenkörpers (1967–1982)) zum Thema Frauenrechtsbewegung.
Im Oktober 1999 wurde sie Beauftragte der von Martine Aubry gegründeten Studiengruppe über Diskriminierung (Groupe d'études sur les discriminations).

## Engagement als Feministin
In ihrer Biographie aus dem Jahr 2006 erzählt Anne Delabre von einer Vergewaltigung, die Autain im Alter von 23 Jahren unter Vorhalt einer Stichwaffe in der Nähe der Universität Paris-VIII erlitten hat.
Sie enthüllte dieses Drama im Vorfeld der Präsidentschaftswahlen als „eine Möglichkeit, die Frage der Gewalt in die Debatte zu bringen“ und gegen die Tabuisierung der Vergewaltigung zu kämpfen.
Diese Vergewaltigung scheint den Beginn ihres feministischen Engagements markiert zu haben. Zu dieser Zeit war sie in der Union nationale des étudiants de France (UNEF, genannt UNEF-SE) und der Union des étudiants communistes aktiv. Sie näherte sich dem Collectif féministe contre le viol (Feministischen Kollektiv gegen Vergewaltigung) an und engagierte sich in der Frauenbewegung. 1997 gründete sie eine neue feministische Bewegung mit dem Namen Mix-Cité, deren Ko-Vorsitzende sie wurde. Die Organisation wurde bekannt, als sie gegen die Verwendung von lebenden Schaufensterpuppen in den Schaufenstern der Galeries Lafayette protestierte.
Im November 2012 organisierte sie das Manifest der 313 „Ich erkläre, vergewaltigt worden zu sein“, das vom Le Nouvel Observateur verbreitet wurde. Zusammen mit mehreren anderen Frauen, die Opfer einer Vergewaltigung waren, darunter die Tennisspielerin Isabelle Demongeot, sagte sie in dem Dokumentarfilm Viol, elles se manifestent aus, der am 25. November 2012 auf France 2 ausgestrahlt wurde, in der Sendereihe Infrarouge.
Sie befürwortet die medizinisch unterstützte Fortpflanzung (ART), ist aber „vehement gegen Leihmutterschaft, weil der Körper einer Frau nicht kommerzialisiert werden darf“.
Darüber hinaus arbeitete sie als parlamentarische Mitarbeiterin für Georges Mazars, dem sozialistischen Senator für Tarn. Danach wurde sie Mitarbeiterin von Cécile Silhouette, einer Pariser Stadträtin, die für die Liste Ensemble pour une gauche alternative et écologiste gewählt wurde. Laut Le Monde soll sie auch der Gauche socialiste, Tendenz Jean-Luc Mélenchon, nahegestanden haben.

## Politische Laufbahn

### Die Anfänge
Bei der Kommunalwahl 2001 in Paris schlug die Kommunistische Partei Frankreichs sie als Spitzenkandidatin im 17. Arrondissement gegen Françoise de Panafieu vor, die von Autain als „Großbürgerin“ mit einer „erschreckenden Klassenverachtung“ beschrieben wurde. Sie unterlag im zweiten Wahlgang mit 35,05 % der Stimmen gegen 50,61 % für Françoise de Panafieu, wurde aber vom neuen Bürgermeister von Paris, Bertrand Delanoë, zur stellvertretenden Jugendbeauftragten ernannt.
Innerhalb der Kollektive des 29. Mai kämpfte sie beim französischen Referendum 2005 gegen den Europäischen Verfassungsvertrag.
Sie war sehr präsent in Fernsehshows und erklärte sich auf dem Treffen der Collectifs unitaires am 10. September 2006 bereit, für die Präsidentschaftswahlen 2007 zu kandidieren.

### Tätigkeiten im Pariser Rathaus
Als stellvertretende Jugendbeauftragte von Bertrand Delanoë, Bürgermeister von Paris von 2001 bis 2008, baute Autain ein Netzwerk von „Antennes-jeunes“ und die Conceils de la jeunesse de Paris auf. Die Jugendräte sind dafür zuständig, jungen Menschen die Möglichkeit zu geben, mit ihren gewählten Vertretern zu diskutieren, ihre Meinung zu den großen Herausforderungen der Stadt (Verkehr, Umwelt, Wohnungsbau usw.) zu äußern und Projekte auf Pariser Ebene zu entwickeln. Sie berichtete, die Räte hätten über ein Gesamtbudget von 280.000 Euro verfügt.
Autain erklärt, sie habe dazu beigetragen, dass das Budget für Jugendliche um 50 % erhöht wurde. Sie hat verschiedene Aktionen ins Leben gerufen: Paris Jeunes Talents, Paris Jeunes Vacances, Paris Jeunes Aventures und Paris Jeunes Solidarité,.
Im Mai 2007 zog Autain vom 17. Arrondissement von Paris nach Montreuil. Einige Monate später bestätigte sie ihre Absicht, bei den Kommunalwahlen 2008 in Paris nicht als Kandidatin anzutreten. Sie äußerte damals ihre Befürchtung, dass Delanoë in der zweiten Runde der Kommunalwahlen in Paris ein Bündnis mit der MoDem eingehen könnte. Ihre „Fallschirmspringerei“ (Umzug in eine Stadt, in der man kandidieren will) wurde vom Bürgermeister von Montreuil, Jean-Pierre Brard, kritisiert.

### Politik während der Präsidentschaften Sarkozy und Hollande
Autain arbeitete in der Fondation Copernic, einem Think Tank der radikalen Linken, und in verschiedenen linken Initiativen mit: RAP mit Jacques Kergoat, SELS (Sensibilité écologiste libertaire et radicalement social-démocrate) oder dem Experiment „de Ramulaud“, ein Versuch, auf der Ebene der antiliberalen Linken, die die „Schieflage“ des Sozialliberalismus ablehnt, zu koordinieren und zu reflektieren. Sie schrieb damals Artikel für die L'Humanité und für die Zeitschrift Regards.
2008 zog sie nach Montreuil um.
Am 29. Mai 2008 unterzeichnete Autain zusammen mit Michel Onfray, Arnaud Viviant und Luc Boltanski einen Beitrag in der Zeitung Le Monde, in dem sie den Vorschlag der Ligue communiste révolutionnaire (LCR), eine neue antikapitalistische politische Partei zu gründen, positiv begrüßte. Die Mitunterzeichner erklärten in der Einleitung: „Gestärkt durch die Popularität von Olivier Besancenot schlagen Sie vor, eine neue politische Organisation mit der Bezeichnung Nouveau Parti anticapitaliste (Neue Antikapitalistische Partei NPA) ins Leben zu rufen.“ Der Titel des Forums lautete: „Ist die Neue Antikapitalistische Partei wirklich entschlossen, sich allen Strömungen der anderen Linken zu öffnen?“. Im Mai 2008 unterzeichnete Clémentine Autain den Aufruf von Politis, der insbesondere eine Reflexion über die "Mittel für eine echte politische Antwort auf die Angriffe der Rechten und des Medef" vorschlug. Im August 2008, als sie an der Sommeruniversität der LCR teilnahm, wo die Gründung der NPA diskutiert wurde, dachte sie ernsthaft darüber nach, sich dieser zukünftigen Partei anzuschließen. Clémentine Autain bedauerte, dass Olivier Besancenot und die NPA nicht versuchten, politische Mehrheiten aufzubauen oder mit anderen, wie Jean-Luc Mélenchon, zusammenzuarbeiten und sich mit ihnen zu verbünden.
Sie trug dazu bei, Ende 2008 die Fédération pour une alternative sociale et écologique (Föderation für eine soziale und ökologische Alternative, abgekürzt FASE) zu gründen, eine politische Bewegung, die ein Dutzend politische Organisationen vereinte, deren Ziel es ist, „alle Kräfte zur Umgestaltung und Überwindung des Kapitalismus zu bündeln“, und zu deren Sprechern sie gehört. L'Obs bezeichnete die FASE als „groupuscule“ (Grüppchen) im Vergleich zu den „Schwergewichten“, der Kommunistischen Partei und der Parti de Gauche, die ebenfalls an der Front de Gauche beteiligt waren. Autain vertrat die FASE auf dem Parteitag von Jean-Luc Mélenchons Parti de gauche, wobei sie erklärte, trotz Differenzen in mehreren Fragen mit ihm zusammenarbeiten zu wollen.

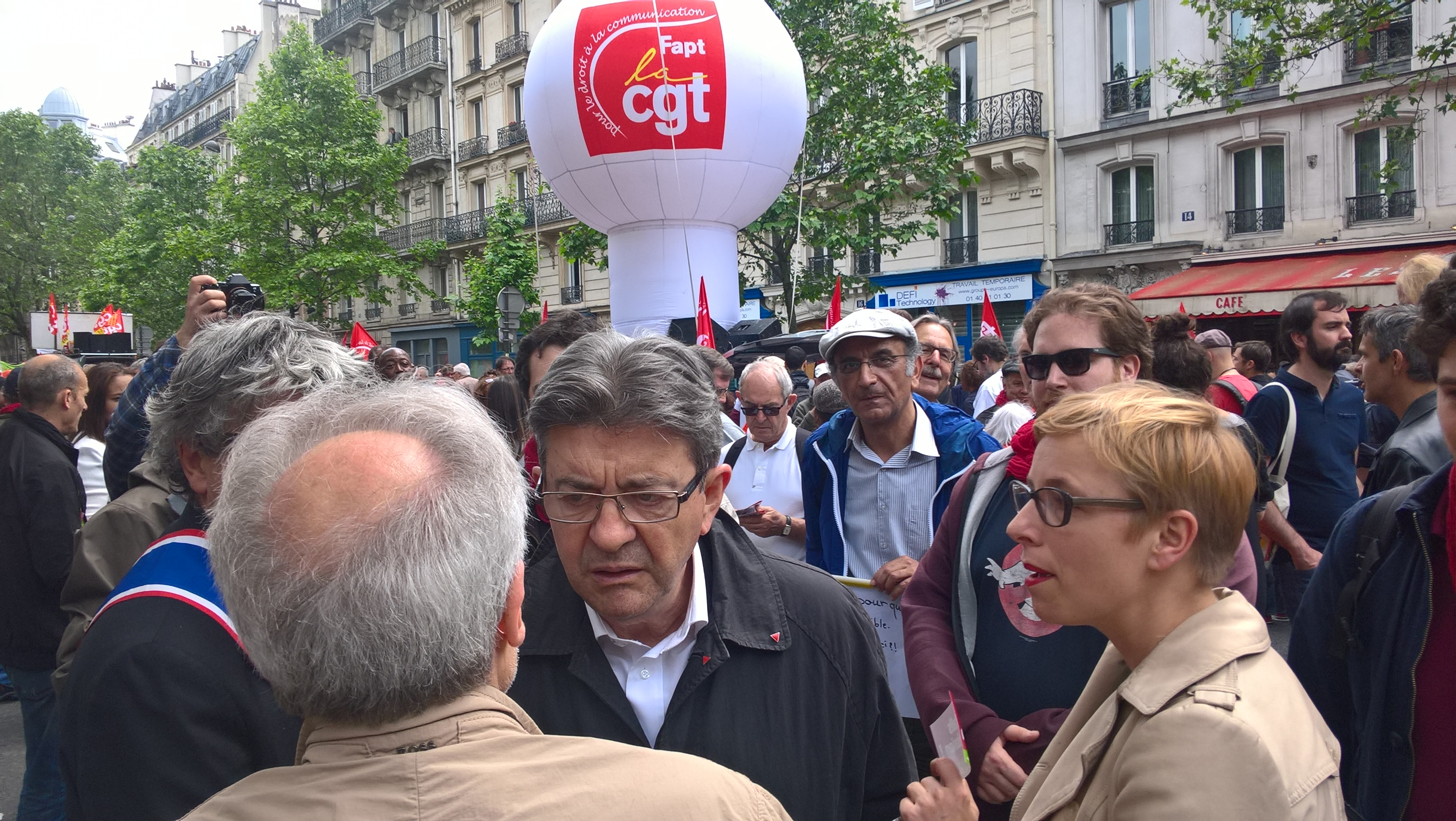
Mit Jean-Luc Mélenchon auf der Demonstration am 26. Mai 2016 für die Rücknahme des El-Khomri-Gesetzentwurfs.

Sie war Sprecherin von Jean-Luc Mélenchon während des Wahlkampfs für die Präsidentschaftswahl 2012. Bei der Parlamentswahl 2012 kandidierte sie als Stellvertreterin und Ersatzkandidatin von François Asensi, der als Abgeordneter des 11. Wahlkreises von Seine-Saint-Denis wiedergewählt wurde. Im November 2013 beteiligte sie sich aktiv an der Gründung von Ensemble! (vollständiger Name: Ensemble! Mouvement pour une alternative de gauche, écologiste et solidaire), das mehrere Mitgliedsformationen der Front de Gauche, darunter FASE und Les Alternatifs, umfasste. Seitdem war sie eine der vier Sprecherinnen dieser Bewegung.
Autain kandidierte bei den Kommunalwahlen 2014 in Sevran. Am 30. März 2014 wurde der amtierende Bürgermeister Stéphane Gatignon bei den Kommunalwahlen im Département Seine-Saint-Denis mit 50,55 % der Stimmen (5.325 Stimmen) erneut zum Bürgermeister von Sevran gewählt. Clémentine Autain erhält im ersten Wahlgang 24,66 % der Stimmen (2.612 Stimmen) und im zweiten Wahlgang 31,31 % der Stimmen (3.298 Stimmen). Sie wurde zusammen mit sechs weiteren Mitgliedern der Front de Gauche in den Stadtrat von Sevran gewählt, der über 45 Sitze verfügt.
Bei den Departementswahlen 2015 kandidierte sie im Kanton Sevran im Zweierteam mit Sébastien Bastaraud (PCF) und erhielt 19 % der abgegebenen Stimmen (23,3 % in der Gemeinde Sevran).
Bei den Regionalwahlen 2015 in der Île-de-France stand sie an der Spitze der Liste der Front de gauche in Seine-Saint-Denis. Im zweiten Wahlgang schlossen sich die Listen von PS, Front de Gauche und EELV zusammen; Autain wurde in den Regionalrat der Île-de-France gewählt. Sie ist Mitglied im Ständigen Ausschuss des Regionalrats.

### Als Abgeordnete in der Nationalversammlung
Autain kandidierte bei den Parlamentswahlen 2017 im Departement Seine-Saint-Denis im 11. Wahlkreis, wobei sie von La France insoumise (LFI), der KPF und von Ensemble! unterstützt wurde. Im ersten Wahlgang kam sie mit 37,21 % der abgegebenen Stimmen auf den ersten Platz. Im zweiten Wahlgang wurde sie mit 59,52 % der Stimmen in die Nationalversammlung gewählt. Im Februar 2018 wurde sie dann zur Sekretärin im Büro der Nationalversammlung ernannt.
Aufgrund der Gesetze von 2014 über die Ämterhäufung legte sie ihr Mandat als Regionalrätin im Juli 2017 nieder.
Im Rahmen ihrer Funktion als Abgeordnete erfüllte Autain verschiedene Aufgaben in der Nationalversammlung: Sie war Mitglied des Ausschusses für auswärtige Angelegenheiten, Vorsitzende der Freundschaftsgruppe Frankreich-Benin und stellvertretende Vorsitzende der Freundschaftsgruppe Frankreich-Israel, stellvertretende Vorsitzende der Studiengruppe Frankreich-Palästina, stellvertretende Vorsitzende der Studiengruppe Städte und Vorstädte, Mitglied der Delegation zur Anwendung des Abgeordnetenstatuts und Mitglied der Arbeitsgruppe zum Abgeordnetenstatut und ihren Arbeitsmitteln.
Im Juli 2017 unterstützte Autain den Antrag auf vorherige Ablehnung, der von der Parlamentsfraktion von France Insoumise im Anschluss an den Vorschlag der Regierung von Emmanuel Macron zur Verlängerung des Ausnahmezustands eingereicht wurde. Die Opposition begründet ihre Ablehnung der Aufrechterhaltung des Ausnahmezustands damit, dass es keinen Beweis für seine Wirksamkeit im Kampf gegen den Daesh gebe, aber auch damit, dass er auf Kosten der bürgerlichen Freiheiten eingesetzt werde, um Demonstrationen zu verhindern (von 639 individuellen Demonstrationsverboten, davon 574 im Zusammenhang mit dem Arbeitsgesetz).
Als Autain im Juli 2017 von der Zeitung Le Parisien befragt wurde, sprach sie die Frage der Kinderbetreuung in der Nationalversammlung an. Sie fand es „erstaunlich und bedauerlich“, dass die Nationalversammlung sich nicht darum kümmerte und es jungen Eltern nicht leicht machte, ihre Kinder zu betreuen.
Im September 2017 stimmte sie als einzige des 22-köpfigen Parlamentspräsidiums nicht für die Aufhebung der parlamentarischen Immunität von Gilbert Collard, der Fotos von IS-Opfern in sozialen Netzwerken veröffentlicht hatte. Sie befürchtete „eine Infragestellung der parlamentarischen Immunität“, die ihrer Meinung nach „kein Privileg, sondern eine Voraussetzung für das Gleichgewicht der Kräfte, die Unabhängigkeit und die Meinungsfreiheit bei der Ausübung des Abgeordnetenmandats“ ist. Sie war der Ansicht, dass die Abstimmungsbedingungen „inakzeptabel“ waren, und kritisierte das Fehlen einer inhaltlichen Debatte. Sie erklärte, dass die „Weigerung, für diese Aufhebung zu stimmen, nicht fremd ist in dieser Methode, die sich in der Versammlung etabliert, in einem Klima, in dem die Stellung des Parlaments jeden Tag ein bisschen mehr mit Füßen getreten wird.“.
Als sie im November 2017 zusammen mit anderen gewählten Vertretern eine Reise nach Palästina plante, verweigerten ihr die israelischen Behörden die Einreise in das Land. The Times of Israel wies bei dieser Gelegenheit darauf hin, dass Autain Vizepräsidentin der am 31. Oktober 2017 gegründeten Freundschaftsgruppe Frankreich-Israel der Nationalversammlung war, während sie in Le Monde einen Text mit dem Titel „Boycotter Israël, c'est lutter pour une paix juste“ mitunterzeichnet hatte, u. a. an der Seite von Olivier Besancenot, um die Aktion der BDS-Bewegung zu unterstützen, die zum Boykott Israels aufruft.
Im April 2018 war sie bei 400 öffentlichen Abstimmungen, die in der Versammlung stattfanden, die Abgeordnete der Fraktion La France insoumise, die am seltensten mit der LREM-Fraktion abgestimmt hat (7 %).
Im Januar 2022 wurde ihr Entschließungsantrag zur Aufnahme von Endometriose in die Liste der Langzeiterkrankungen gegen den Rat der Regierung einstimmig von der Nationalversammlung angenommen.
Autain kandidierte bei der Parlamentswahl 2022 für die Partei La France insoumise für ihre Wiederwahl. In ihrem Wahlkreis, dem 11. im Departement Seine-Saint-Denis, führte der Kandidat der LFI für die Präsidentschaftswahl 2022, Jean-Luc Mélenchon, im ersten Wahlgang mit 52,8 % der abgegebenen Stimmen (Durchschnitt). Nach dem Rückzug der im ersten Wahlgang zweitplatzierten Kandidatin Virginie de Carvalho wurde sie in diesem Wahlkreis erneut zur Abgeordneten gewählt.
Im Juni 2022 beschloss ihre Strömung innerhalb von Ensemble, „Ensemble Insoumis-e“, sich innerhalb von La France insoumise zu strukturieren und den Namen Ensemble aufzugeben. Die Organisation wurde in „Ökosozialistische Linke“ umbenannt. Neben Clémentine Autain gehören ihr noch drei weitere insoumistische Abgeordnete an: Hendrik Davi, Marianne Maximi und Michel Sala.
Im Dezember 2022, als Clémentine Autain der neuen, ohne Wahl organisierten, Führung der LFI um Manuel Bompard fernblieb, forderte sie mehr kollektive Beratungen und Pluralismus innerhalb der Bewegung. Sie legte ihr Mandat als Regionalrätin der Île-de-France am 1. Februar 2023 nieder, obwohl sie gesetzlich nicht dazu verpflichtet war, um die Charta der LFI über die Nichtkumulierung von Mandaten einzuhalten, die sie 2021 als Kandidatin für die Parlamentswahlen unterzeichnet hatte. Im Mai 2023, als der Vorstand der Fraktion der Insoumis in der Nationalversammlung erneuert wurde, beschloss Clémentine Autain, nicht teilzunehmen, ebenso François Ruffin und Alexis Corbière.

## Standpunkte
Nach den Anschlägen vom 13. November 2015 in Paris, zu denen sich die Terrororganisation Islamischer Staat bekannt hatte, beschloss Präsident François Hollande, den Ausnahmezustand zu verhängen. Am 30. November 2015 unterzeichneten achtundfünfzig Persönlichkeiten den Appell der 58: „Wir werden während des Ausnahmezustands demonstrieren“. Autain gehörte damals zu den Unterzeichnern des Aufrufs. Die Bewegung stellte sich als Zusammenschluss von Künstlern, Intellektuellen, Abgeordneten und Politikern dar. Die Unterzeichner wollten vor Demonstrationsverboten warnen, die durch den Ausnahmezustand ermöglicht wurden: „Das Demonstrationsverbot stellt die Meinungs- und Ausdrucksfreiheit in Frage und spielt den Feinden der Demokratie und der Freiheit in die Hände.“.
Am 4. Juni 2019 erschien in Le Monde ein von tausend Unterzeichnern unterstützter Beitrag, in dem dazu aufgerufen wurde, um soziale und ökologische Forderungen herum „eine Hoffnung aufzubauen“, fernab von Zweckvereinbarungen, Kampagnen-Logiken und „Hass als Motor“.
Elsa Faucillon und Clémentine Autain, die Initiatorinnen dieses Aufrufs, organisierten im Zuge dessen am 30. Juni 2019 eine Veranstaltung im Cirque Romanès, zu der verschiedene Strömungen der Linken sowie Gewerkschaften eingeladen wurden. Dort soll es darum gehen, „die grüne Linke zu vereinen“ und „ein Bürgerarchipel aufbauen, eine Gruppe von Inseln, die gemeinsame Sache machen, um einen sozialen und ökologischen Weg für einen tiefgreifenden Wandel der Gesellschaft zu eröffnen“.
Im Januar 2022 sorgte die Parlamentsfraktion La France insoumise für Unverständnis bei den anderen Abgeordneten, als sie sich bei der Abstimmung über die Anerkennung des Völkermords an den Uiguren der Stimme enthielt. Clémentine Autain erklärte dies, indem sie die Begriffe „Gefahr des Genozids“ und „Verbrechen gegen die Menschlichkeit“ vorzog. Sie kritisierte auch den Mangel an konkreten Maßnahmen, die gegen das repressive Regime ergriffen wurden, während sich die französische Nationalmannschaft auf die Teilnahme an den Olympischen Winterspielen 2022 vorbereitete, und prangerte eine Heuchelei der französischen Politiker an.

### Journalismus
Sie war gemeinsam mit Roger Martelli Redaktionsleiterin der Zeitschrift Regards. Anschließend beteiligte sie sich ab dem 12. April 2010 aktiv an dessen Wiederbelebung, indem sie Geschäftsführerin der neuen die Zeitschrift tragenden Genossenschaft und Publikations-Leiterin wurde.
2022 erschien ihr erster Roman Assemblées.

### Laizität und Religion
2005 unterzeichnete Clémentine Autain den Aufruf der Indigènes de la République gegen Rassismus und Islamophobie, zog ihre Unterschrift jedoch mit der Begründung zurück, dass „für die Öffentlichkeit der Text zu dem von Tariq Ramadan geworden ist“. Sie beteiligte sich jedoch an der medialen Vermittlung eines Vortrags des umstrittenen Islamwissenschaftlers im Jahr 2015.
Im November 2019 unterzeichnete sie in Libération den Aufruf „Stop à l'islamophobie“, der die für Muslime „freiheitsberaubenden“ französischen Gesetze ansprach, und nahm am „Marsch gegen Islamophobie“ teil, der wegen einiger seiner Organisatoren umstritten war.
Im Oktober 2020, nach der Ermordung des Lehrers Samuel Paty, wurde Clémentine Autain zusammen mit mehreren anderen insoumistischen Funktionären wegen ihrer angeblichen Verantwortung für den Aufstieg des Islamismus in Frankreich kritisiert. Sie verteidigte sich dagegen, indem sie das Klima des Hasses anprangerte, das einige Politiker gegenüber Muslimen schürten, indem sie deren Traditionen mit Sicherheitsproblemen gleichsetzten. Sie zitierte beispielsweise Gérald Darmanin, der sich schockiert über die Existenz von Halal-Abteilungen in Supermärkten äußerte, sowie Eric Ciotti und François Fillon, die für ein Verbot des einfachen Schleiers im öffentlichen Raum plädierten. In der folgenden Woche, als der Mord an Samuel Paty, der seinen Schülern Karikaturen des Propheten Mohammed gezeigt hatte, in mehreren mehrheitlich muslimischen Ländern sehr feindselige Reaktionen auf Frankreich auslöste, wurden die Äußerungen von Autain, die Frankreich als ein „Land, das den Verstand verloren hat“ beschrieb, von dem tunesischen islamistischen Medium Meem aufgegriffen.

### Feministische Diskussionen
Nach den sexuellen Übergriffen an Silvester 2016 in Deutschland sorgte Clémentine Autain mit einem Tweet für eine Polemik, in dem sie dazu aufforderte, sexuelle Massengewalt und Islam nicht zu vermengen: „Zwischen April und September 1945 wurden zwei Millionen deutsche Frauen von Soldaten vergewaltigt. Ist der Islam schuld?“. Ihre Kritiker warfen ihr vor, sie habe kein Wort des Mitgefühls für die Opfer übrig. Für Élisabeth Badinter ist die Position von Clémentine Autain die eines Feminismus, der „die Prioritäten der extremen Linken übernommen hat“ und vergisst, Frauen zu verteidigen.

## Die Wahlergebnisse für Clémentine Autain

### Parlamentswahlen
| Wahljahr | Partei | Partei | Wahlkreis                   | 1. Wahlgang | 1. Wahlgang | 2. Wahlgang | 2. Wahlgang | Ergebnis |
| Wahljahr | Partei | Partei | Wahlkreis                   | %           | Rang        | %           | Rang        | Ergebnis |
| -------- | ------ | ------ | --------------------------- | ----------- | ----------- | ----------- | ----------- | -------- |
| 2017     |        | LFI    | 11e de la Seine-Saint-Denis | 37,21       | 1.          | 59,52       | 1.          | gewählt  |
| 2022     |        | LFI    | 11e de la Seine-Saint-Denis | 46,15       | 1.          | 100,00      | 1.          | gewählt  |

### Wahlergebnisse im Département
| Wahljahr | Partei | Partei | Kanton | 1. Wahlgang | 1. Wahlgang | Ergebnis      |
| Wahljahr | Partei | Partei | Kanton | %           | Rang        | Ergebnis      |
| -------- | ------ | ------ | ------ | ----------- | ----------- | ------------- |
| 2015     |        | FG     | Sevran | 18,96       | 4.          | ausgeschieden |

### Kommunalwahlen
| Wahljahr | Liste | Liste | Gemeinde | 1. Wahlgang | 1. Wahlgang | 2. Wahlgang | 2. Wahlgang | erlangte Sitze | erlangte Sitze | erlangte Sitze |
| Wahljahr | Liste | Liste | Gemeinde | %           | Rang        | %           | Rang        | CA             | CM             | CC             |
| -------- | ----- | ----- | -------- | ----------- | ----------- | ----------- | ----------- | -------------- | -------------- | -------------- |
| 2001     |       | PCF   | Paris 17 | 25,40       | 2.          | 35,05       | 2.          | 6 / 39         | 2 / 13         |                |
| 2014     |       | FG    | Sevran   | 24,66       | 2.          | 31,31       | 2.          |                | 7 / 45         | 3 / 20         |

### Regionalwahlen
Die folgenden Ergebnisse beziehen sich nur auf Wahlen, bei denen sie die Liste anführte.
| Wahljahr | Liste | Liste      | Region        | Ergebnis    | Ergebnis    | Ergebnis    | Ergebnis    |
| Wahljahr | Liste | Liste      | Region        | 1. Wahlgang | 1. Wahlgang | 2. Wahlgang | 2. Wahlgang |
| Wahljahr | Liste | Liste      | Region        | %           | Rang        | 2. Wahlgang | 2. Wahlgang |
| -------- | ----- | ---------- | ------------- | ----------- | ----------- | ----------- | ----------- |
| 2021     |       | LFI-PCF-PA | Île-de-France | 10,25       | 6.          | Fusion      | Fusion      |

## Filmographie
- 1978 : Les Petits Câlins von Jean-Marie Poiré : Pamela, die Tochter von Sophie[92]
- 1983 : La Main dans l'ombre (System ohne Schatten) von Rudolf Thome : Kind im Bus[93]
- 2018 : L'Amour flou von Romane Bohringer und Philippe Rebbot : als Clémentine[94]

## Schriften
- Alter égaux. Robert Laffont, Paris 2001, ISBN 2-221-09315-1 (französisch).
- Les Droits des femmes : l'inégalité en question. Milan, 2003, ISBN 2-7459-0838-3 (französisch).
- Banlieue, lendemains de révolte. Éditions La Dispute, Paris 2006, ISBN 2-84303-129-X (französisch).
- mit , Mikael Garnier-Lavalley: Salauds de jeunes. Robert Laffont, Paris 2006, ISBN 2-221-10706-3 (französisch).
- Propositions pour sortir du libéralisme. Syllepse, Paris 2006, ISBN 978-2-84950-090-3 (französisch).
- Les machos expliqués à mon frère. Le Seuil, Paris 2008, ISBN 2-02-097004-X (französisch).
- Transformer, à gauche. Le Seuil, Paris (französisch).
- Postcapitalisme. Au diable vauvert, Vauvert 2009, ISBN 978-2-84626-194-4, S. 348 (französisch).
- Un beau jour… combattre le viol. Indigène, Montpellier 2011, ISBN 978-1-09-035406-8 (französisch).[95]
- Le Retour du peuple. De la classe ouvrière au précariat. Éditions Stock, Paris 2012, ISBN 978-2-234-07185-8 (französisch).
- Ne me libère pas, je m'en charge - Plaidoyers pour l'émancipation des femmes. J’ai lu, Paris 2013, ISBN 978-2-290-05405-5 (französisch).
- Elles se manifestent - Viol, 100 femmes témoignent. Don Quichotte, Paris 2013, ISBN 978-2-35949-147-0 (französisch).
- Nous avons raisons d’espérer. Flammarion, Paris 2015, ISBN 978-2-08-133484-7 (französisch).
- Notre liberté contre leur libéralisme. Le Cerf, Paris 2018, ISBN 978-2-204-12757-8 (französisch).
- Dites-lui que je l'aime. Grasset, Paris 2019, ISBN 978-2-246-81395-8 (französisch).
- À gauche en sortant de l'hyper marché. Grasset, Paris 2020, ISBN 978-2-246-82523-4 (französisch).
- Pouvoir vivre en Île-de-France. Le Seuil, Paris 2021, ISBN 978-2-02-148421-2 (französisch).
- Les Faussaires de la République. Le Seuil, Paris 2022, ISBN 978-2-02-150481-1 (französisch).
- Assemblées. Grasset, Paris 2022 (französisch).

## Interviews
- Clémentine Autain : « Rendre au féminisme son tranchant ». In: Ballast. 23. Februar 2015 (französisch, revue-ballast.fr).